# USS Johnston (DD-557)
El USS Johnston (DD-557), conocido como «el destructor que luchó como un acorazado», fue un destructor de la clase Fletcher de la Armada de los Estados Unidos.
Fue uno de los tres destructores que en tareas de escolta se destacaron en la defensa de sus portaaviones de escolta durante la batalla de Samar en Filipinas, el 25 de octubre de 1944. Fue hundido en esta acción y ganando una Citación Presidencial y seis estrellas de servicio durante su participación en la Segunda Guerra Mundial.

## Historial
El USS Johnston recibió el numeral D-557 y fue bautizado en honor del teniente John V. Johnston connotado durante la Guerra de Secesión. Fue asignado el 27 de octubre de 1943 bajo las órdenes del capitán de corbeta Ernest E. Evans quien arengó a su tripulación con las siguientes palabras:

-"Este es un barco de guerra y voy a ir al peligro, el que no quiera ir, que se baje ahora mismo"-
Ernest Evans, el 27 de octubre de 1943

Dichas palabras proféticas se cumplirían casi exactamente al año después.
El USS Johnston fue asignado al frente del Pacífico, a las aguas de las Islas Marshall donde realizó cañoneo el atolón de Kwajalein, el 1 de febrero de 1944; luego apoyó el desembarco de Eniwetok a finales de ese mes cañoneando las posiciones defensivas japonesas.
Realizó labores de patrulla en las islas Salomón Orientales y luego bombardeó el atolón de Kapingamarangi, destruyendo defensas contra cabezas de playa a fines de marzo de 1944. En las cercanías de la isla de Bougainville hundió con cargas de profundidad al submarino japonés I-176 el 15 de mayo de ese año.
El 21 de julio de 1944 apoyó el desembarco de la isla de Guam, contribuyendo con su artillería a la destrucción de las defensas fortificadas japonesas. Al día siguiente apoyó con su artillería antiaérea en la captura de las islas Palau.
El 12 de octubre de 1944 fue asignado a la Fuerza de Tareas Taffy 3, unidad de tareas 77.4.3, en el Golfo de Leyte. El USS Johnston, junto con el USS Hoel (DD-553), contribuyó cañoneando instalaciones costeras previos al desembarco del 20 de octubre de 1944. Luego fue asignado junto con el USS Hoel (DD-553) y el USS Samuel B. Roberts (DE-413) a tareas de escolta y cobertura antiaérea de la flota de 16 portaviones de escolta frente a Samar.

### Batalla de Samar

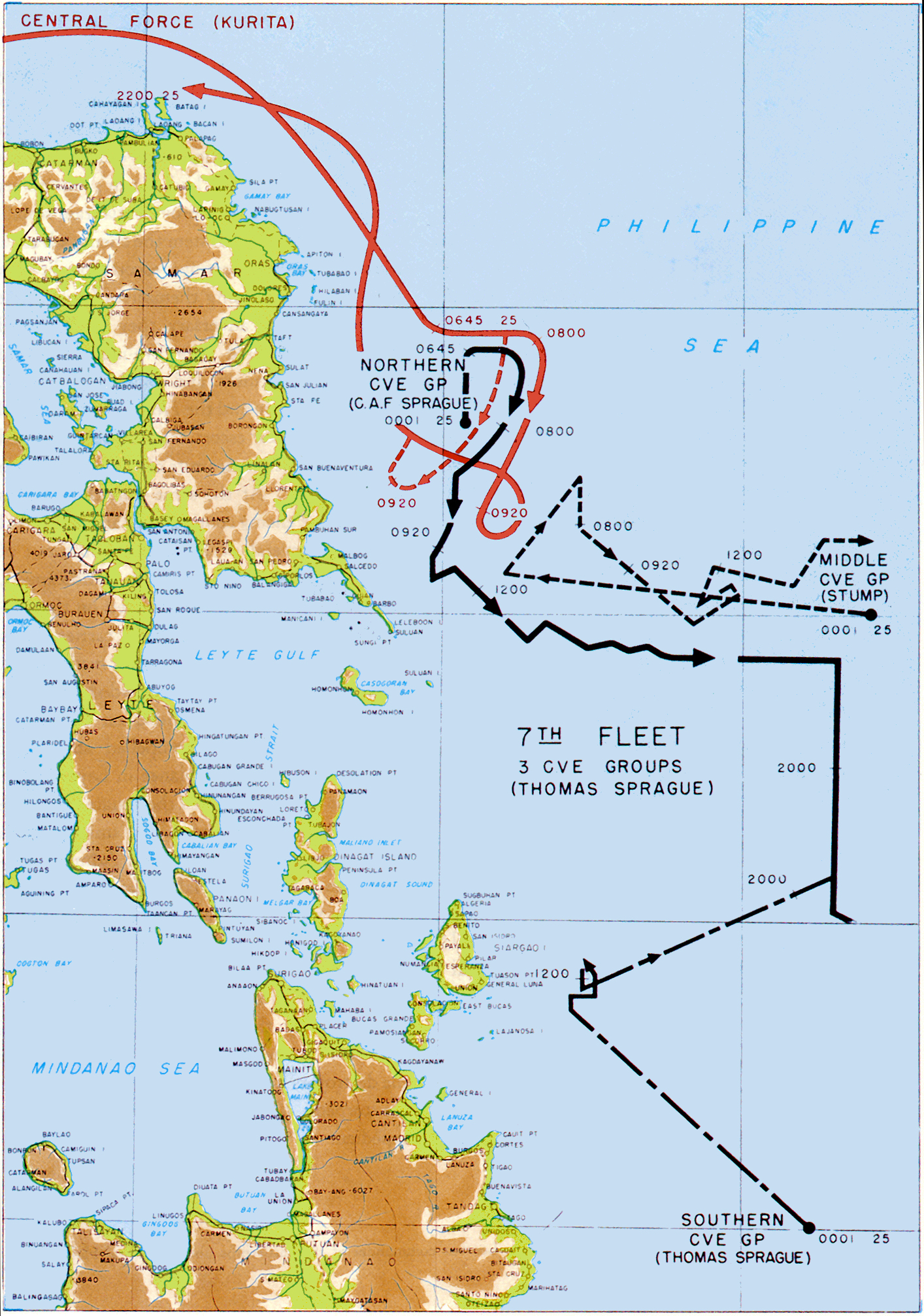
Mapa de movimientos de la batalla de Samar.

En la noche del 24 de octubre de 1944, una flota de acorazados japoneses compuesta por el acorazado Yamato, el Kongō, el Nagato, el Haruna; los cruceros pesados Chikuma, Kumano y Suzuya y algunos cruceros de la clase Takao como el Chōkai comandados por el vicealmirante Takeo Kurita se infiltró hacia el sur sin ser detectada por el estrecho de San Bernardino para aparecer en el golfo de Leyte dando comienzo a la acción central de la llamada batalla del golfo de Leyte en la mañana del 25 de octubre cuya presencia fue detectada por un avión de exploración, pero esto no evitó la total sorpresa de las fuerzas de tareas Taffy 1, 2 y 3 al mando del vicealmirante Clifton Sprague. El almirante Halsey había zarpado 24 horas atrás con la Tercera Flota en pos de destruir la flota-señuelo japonesa del vicealmirante Jisaburō Ozawa después de ser informado de la retirada de Kurita de Leyte.
El USS Johnston era el destructor más próximo a la fuerza enemiga (15 km), y sin dudarlo el capitán de corbeta Evans avanzó para flanquear la línea de buques japoneses; le imitaron sucesivamente el destructor USS Hoel, el Samuel B. Roberts y el Hermann, el cual fue el último en avanzar.

## El combate
El USS Johnston fue el primer buque en desafiar la línea de Kurita, el acorazado Yamato comenzó un cañoneo a distancia junto con Nagato y el Haruna. El USS Johnston tendió una cortina de humo para cubrir la primera línea de portaaviones, los cruceros japoneses se acercaban a toda velocidad para rematar a los enemigos que resultaran dañados del cañoneo de los acorazados y por unos 15 minutos no dieron importancia al destructor americano que se acercaba. El crucero pesado japonés Kumano fue el primero que se puso al alcance del USS Johnston quien abrió fuego preciso sobre el crucero japonés, disparando al menos 200 rondas de proyectiles provocándole daños considerables, a continuación Evans ordenó ataque de torpedos mientras tendía una cortina de humo sobre sí mismo. Al salir de la cortina de humo, el USS Johnston recibió disparos de 350 mm del Kongo y salvas de 150 mm provenientes de los cruceros ligeros que le hicieron perder la capacidad de gobierno y lo dejó solo con una torre de 127 mm disponible a proa. Un chubasco repentino ocultó al destructor averiado y Evans, que perdió unos dedos de la mano izquierda, aprovechó de realizar reparaciones de emergencia logrando hacer funcionar un único propulsor operativo.

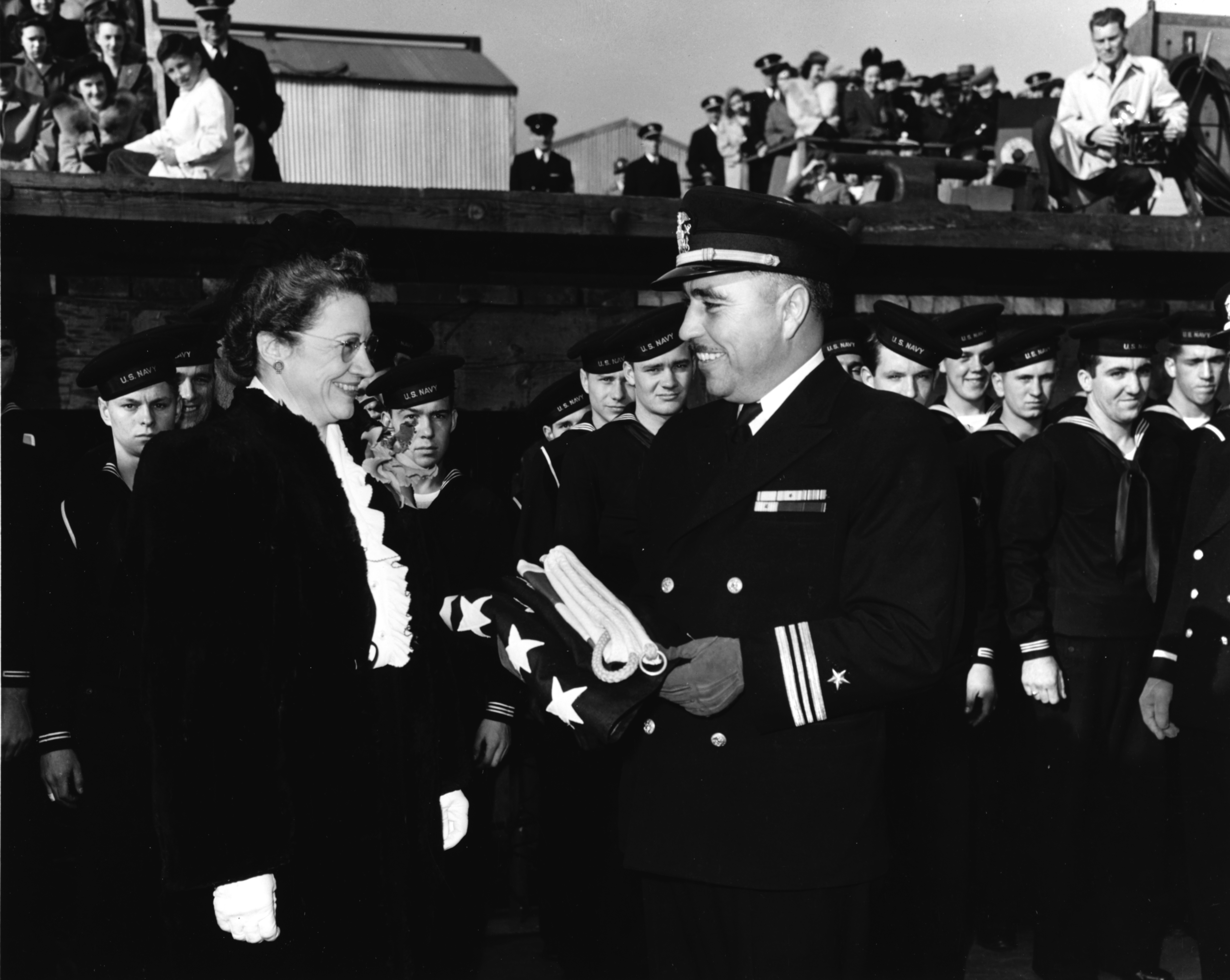
El CC Ernest Evans al momento de la comisión de servicio del USS Johnston en 1943

Para entonces, Sprague había ordenado a los destructores restantes hacer un ataque torpedero, mientras tanto un rápido inventario de municiones del USS Johnston indicaron a Evans que solo le restaban unas decenas de disparos más. Al salir del chubasco mezclado con humo el USS Johnston casi choca con el USS Heermann.  Minutos más tarde el  Kongo se acercaba al maltrecho destructor y a una distancia de 7000 m descargó una salva de 350 mm sobre el USS Johnston que lo ahorquilló pero falló en centrarlo. Evans, ya sin torpedos, ordenó disparar su único cañón de popa y logró impactar varias veces la superestructura de pagoda del acorazado japonés.
Aún a flote y con un único cañón disponible, Evans ordenó cañonear a un crucero japonés que disparaba al USS Gambier Bay (CVE-73) logrando acertar al enemigo. Desafortunadamente el único propulsor disponible dejó de funcionar y el USS Johnston fue objeto de un intenso cañoneo de remate por parte de una flotilla de destructores japoneses que se retiraban y que lo hundieron finalmente después de un total de 3 horas de combate. De la tripulación de 327 hombres sólo sobrevivieron 141, entre los que no figuraba el capitán de corbeta Ernest Evans.
En esta acción se hundieron los cruceros pesados japoneses Kumano y Suzuya, rematados por ataques aéreos americanos, y también se perdieron los destructores americanos USS Hoel (DD-553) y USS Samuel B. Roberts (DE-413).
La acción heroica del USS Johnston junto a los demás destructores de la escolta fue crucial para desbaratar el ataque de la Fuerza Central de Kurita quien ordenó una confusa retirada del escenario cuando pudo haber obtenido una victoria aplastante sobre las fuerzas de desembarco americanas.

## Descubrimiento del pecio

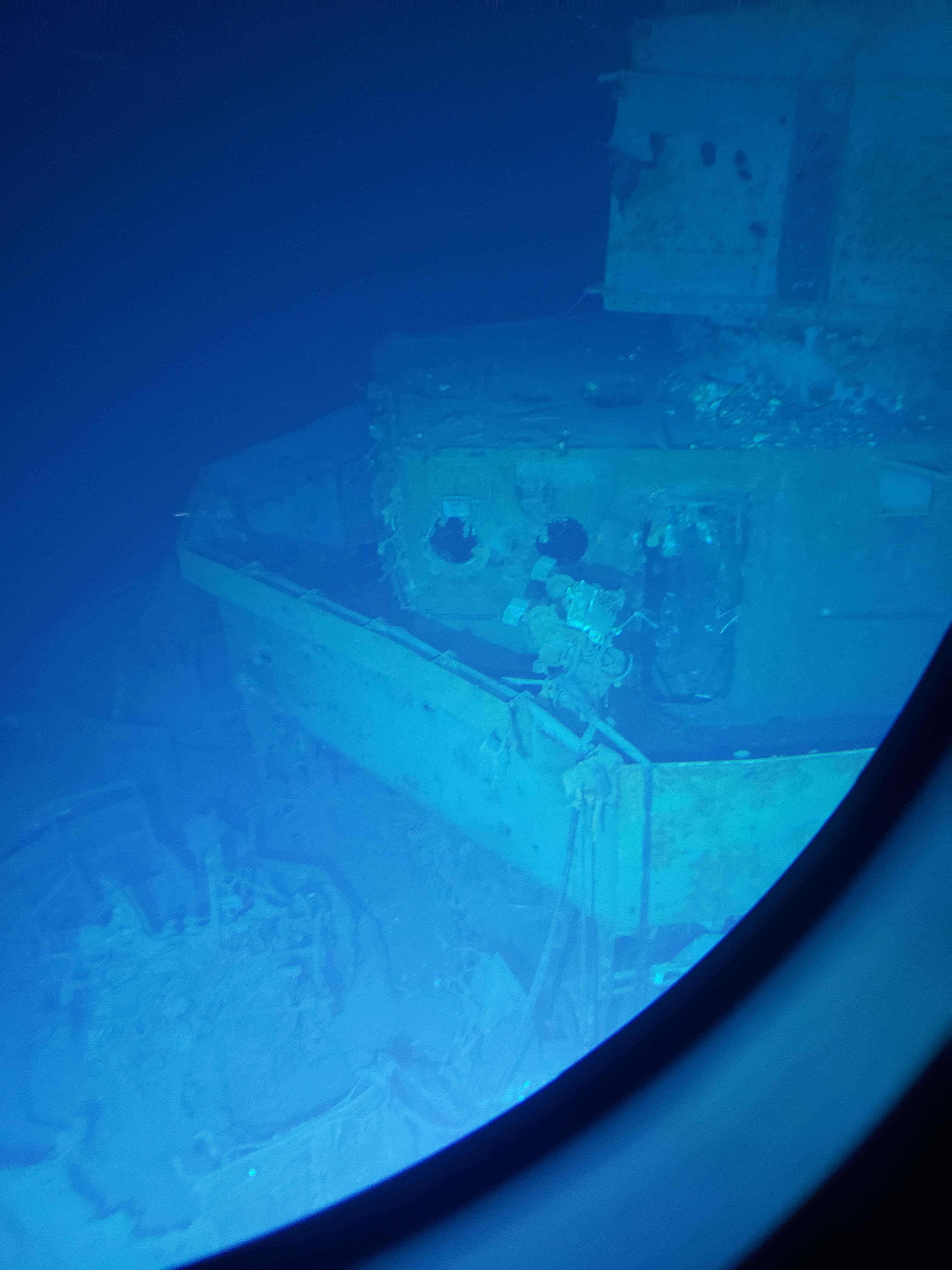
Vista de los restos (puente) del USS Johnston DD-557

El 30 de octubre del 2019, el buque de investigación Petrel descubriría los restos de un destructor clase Fletcher a 6220 metros (20.406 pies) convirtiéndolo en el barco hundido a mayor profundidad. En un principio se identificaron como los restos del Johnston, pero no había algo que lo identificara. Se lograron ver un nido antiaéreo, 2 chimeneas y 2 cañones de 127mm. Debido a que no se halló el casco que se hallaba a más profundidad, una vez que el vehículo robot no podía alcanzar debido a que llegó a su límite operacional de profundidad.
El 31 de marzo del 2021, el robot de investigación DSV Limiting Factor de Caladan Oceanic dirigido por el oceanógrafo Victor Vescovo, con un vehículo de inmersión profunda, localizó el casco principal. El puente de mando, los tubos lanzatorpedos y los cañones de proa seguían intactos, siendo visibles solo los daños producidos por la batalla. Y en la proa, se logró ver el número 557, identificándolo positivamente como el USS Johnston.
El buque conservó el título del barco hundido a mayor profundidad hasta el 22 de junio de 2022, cuando el pecio de otro barco, precisamente el USS Samuel B. Roberts (DE-413) fue descubierto a 6895 metros bajo la superficie.

## Homenajes
El USS Johnston recibió una Citación Presidencial y 6 estrellas de combate, mientras que su comandante Ernest Evans recibió póstumamente la Medalla de Honor del Congreso. Un destructor de escolta, el USS Evans (DE-1093) botado en 1955 y dado de baja en 1968 fue nombrado en su honor.